# 格林涅 (羅基特涅區)
51°31′37″N 27°24′32″E / 51.52694°N 27.40889°E
格林涅（烏克蘭語：Глинне），是烏克蘭西北部的村莊，隸屬里夫內州的薩爾內區。該村始建於1499年，面積78.4平方公里，海拔高度152米，2001年人口2,268，人口密度每平方公里28.9人。